# Solanum hibernum
Solanum hibernum är en potatisväxtart som beskrevs av Lynn Bohs. Solanum hibernum ingår i släktet skattor som ingår i familjen potatisväxter. Inga underarter finns listade i Catalogue of Life.